# Sa Cudia Cremada

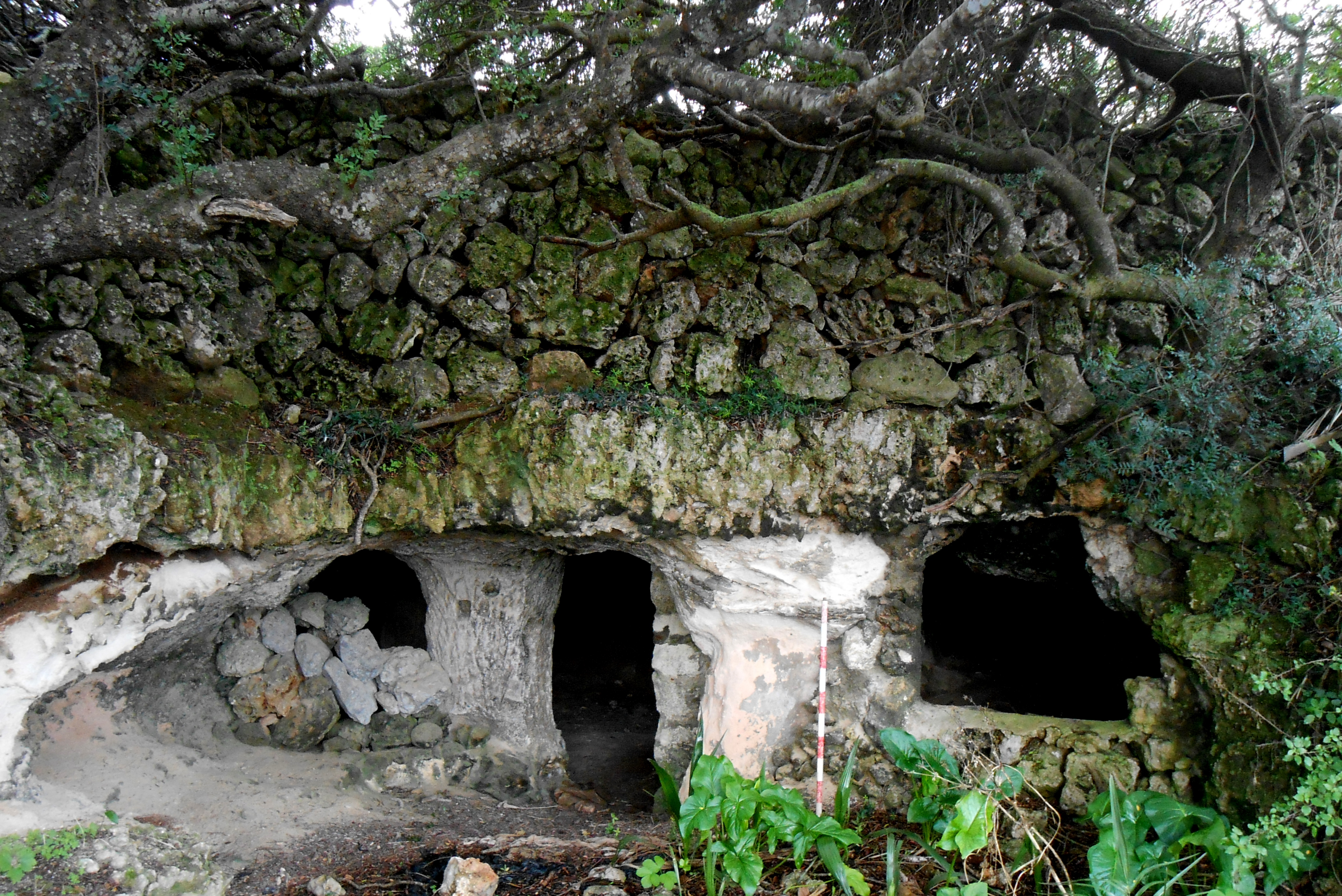
Ipogeo o caverna artificiale, necropoli di Sa Cudia Cremada

Sa Cudia Cremada è un sito archeologico spagnolo che si trova in un terreno privato  dal quale prende il nome, nella periferia della città di Mahón, capitale di Minorca, (Isole Baleari, Spagna)

## Descrizione
I resti archeologici di questo sito appartengono alla cultura talayotica dell'età del bronzo e ferro, anche se il sito riporta evidenze e materiali in superficie che dimostrano la sua occupazione durante i primi secoli della conquista romana dell'isola, ovvero datati alla prima fase romana di Minorca: fine II – I secolo a.C.
Il sito potrebbe essere stato rioccupato anche durante il Medioevo dati i numerosi frammenti di ceramica islamica trovati dopo una prima ricognizione superficiale.
Il sito presenta uno stato di conservazione molto buono e varie strutture in luce. Le più significative sono i 3 talayot o torri mozze  costruite in tecnica ciclopica, il recinto del santuario, vari ipogei, una fossa profonda utilizzata probabilmente per l'immagazzinamento di beni e altri resti come ad esempio un tratto di mura megalitiche.
Il talaiot collocato più a est ha una base ovale con un diametro di 19 metri, la facciata tendente al concavo, è orientata a sud e conserva un accesso a una camera interna il cui tetto, costruito con grandi pietre, è conservato parzialmente. I resti dell'insediamento si trovano a circa 200 metri di distanza da questa struttura ed includono un altro talaiot a base ovale con larghezza massima di 20 metri e altezza massima di 5 metri. La facciata rivolta a sud presenta dei presunti gradini, elementi già riscontrati in altri siti, come per esempio nel talaiot di Sa Cornia Nou. A questo talaiot è addossato  un largo muro alto 1,5 metri.
C'è anche un terzo talaiot di dimensioni più ridotte, è a base circolare e presenta un accesso a una camera interna che è riempita da macerie inserite dalla parte superiore della struttura. Alla facciata rivolta a nord è addossata una struttura rettangolare la cui funzione non è ancora stata definita.
La struttura più importante dell'insediamento si trova vicino a quest'ultimo talaiot ed è il santuario dell'insediamento ovvero il recinto della taula a forma di abside, orientato verso sud costruito in tecnica ciclopica, la cui facciata è leggermente concava e presenta un accesso apparentemente murato. Dato che la campagna di scavo non è ancora iniziata, la disposizione interna è sconosciuta, nonostante tutto si suppone che contenga una taula ossia un monumento religioso a forma di T costituito da due lastre di pietra monolitiche sovrapposte, sempre presente in questo tipo di zone di culto dell'isola.
Sul sito sono presenti anche altre strutture, come ad esempio una frazione di mura megalitiche orientate da est verso ovest; una profonda fossa coperta la una lastra di pietra; vari ipogei e grotte artificiali, alcune scavate nella roccia madre ed utilizzate come sepolture collettive.
Sa Cudia Cremada è uno dei 32 siti talaiotici che partecipano alla candidatura spagnola di Menorca Talaiotica per diventare un sito del patrimonio mondiale dell'UNESCO.